# José da Silva Carvalho
José da Silva Carvalho (* 19. Dezember 1782 in Vila Dianteira (Santa Comba Dão); † 5. September 1856 in Santa Isabel (Lissabon)) war ein portugiesischer Staatsmann.

## Leben
José da Silva Carvalho, Sohn eines gleichnamigen Vaters und der Ana de Carvalho, besuchte das bischöfliche Seminar zu Coimbra und studierte an der dortigen Universität seit 1800 die Rechtswissenschaften. Wegen seiner freiheitlichen Gesinnung wurde er aber zurückgesetzt und bald nach der Erlangung der Doktorwürde von der Polizei und Inquisition verfolgt. Erst 1810 erhielt er eine kleine Anstellung als juiz de fora (Richter der ersten Instanz) in der Gemeinde Recardães. 1811 heiratete er Maria Clara Esteves Correia de Brito, mit der er drei Kinder hatte. In Anerkennung seiner staatlichen Verdienste wurde er 1814 zum Juiz dos Órfãos (für Waisenkinder sorgender Richter) in Porto gewählt. Gleichzeitig war er Berichterstatter bei den Kriegsgerichten der Provinz, womit seine politische Laufbahn begann.

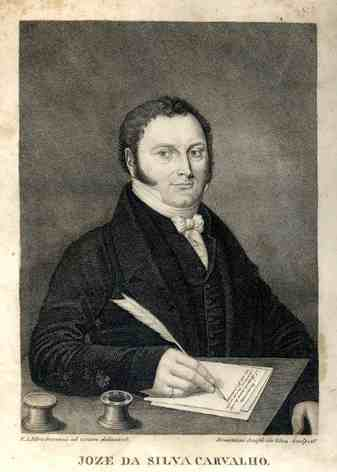
José da Silva Carvalho (1822)

Liberal gesinnt und eifriger Patriot, plante Carvalho seit Dezember 1817 mit seinem Freund Manuel Fernandes Tomás sowie mit José Ferreira Borges u. a. die Befreiung des Vaterlandes von den Engländern und eine konstitutionelle Verfassung. Nach dreijährigen Vorarbeiten brach schließlich am 24. August 1820 die liberale Revolution in Porto aus. Carvalho wurde Mitglied und Sekretär der an diesem Tag proklamierten provisorischen Junta und 1821 Mitglied der von den Cortes eingesetzten Regentschaft. Diese verwaltete das Reich bis zur Ankunft des Königs Johann VI., der im Juli 1821 die Regierung übernahm und am 1. Oktober 1822 die von den Cortes ausgearbeitete demokratische Verfassung beschwor. Johann VI. erhob Carvalho zum Präsidenten der Lissaboner Munizipalität und bald darauf zum Justizminister, in welcher Stellung er bis zur von ihm vorhergesehenen konservativ-absolutistischen Konterrevolution von 1823 blieb. Diese wurde vom Infanten Miguel angeführt. Damals floh Carvalho nach England und lebte hier in kärglichen Verhältnissen.
Als nach dem Tod Johanns VI. dessen Sohn Pedro (der auch Kaiser Brasiliens war) Portugal Ende April 1826 die zweite Konstitution (Verfassungscharta) in der Geschichte des Landes gegeben hatte, leistete Carvalho den Schwur auf diese vor dem Herzog von Palmela und kehrte daraufhin nach Portugal zurück, wo er jedoch ohne Anstellung blieb. Er musste nach dem Staatsstreich und der Machtergreifung des Regenten Miguel 1828 wieder nach England fliehen, da ihm in seiner Heimat die Verhaftung drohte. Vom Herzog von Palmela wurde er zum Mitglied der Kommission zur Unterstützung der portugiesischen Emigranten in London ernannt.
Nach Pedros Abdankung als brasilianischer Kaiser und Rückkehr nach Europa sandte Francisco Gomes da Silva, Pedros früherer Privatsekretär, Carvalho und Thomas de Mascarenhas am 3. Juni 1831 nach Cherbourg, wohin sich der Exkaiser begeben hatte. Hier entwickelte Carvalho ein Bild von den damaligen Zuständen Portugals und gewann Pedro für die Befreiung des Landes von Miguels Herrschaft. Er wurde Mitglied des von Pedro eingesetzten Vormundschaftsrats für die Königin Maria II. Während Pedro in Paris den geplanten Einfall in Portugal vorbereitete, übernahmen Carvalho, der Chevalier Lima und Thomas de Mascarenhas in London die Aufbringung der nötigen Geldmittel. Carvalho begleitete dann Pedro im Frühjahr 1832 nach der Azoren-Insel Terceira zur Organisation der Expedition und wurde kurze Zeit nach der Landung Pedros in Portugal von diesem zum Direktor der Zivilverwaltung bei der Armee und zum Präsidenten des Tribunals der Justiz und des Kriegs ernannt.
Im Dezember 1832 übernahm Carvalho unter schwierigen Verhältnissen das Finanzministerium. Er brachte den Vorschlag einer Expedition des Herzogs von Terceira nach Algarve in Pedros Kriegsrat durch, ein für den Erfolg der Pläne des Exkaisers bedeutsamer Schritt. Auf Carvalhos Rat hin übergab Pedro das Kommando der Expeditionsflotte dem schottischen Marineoffizier Napier. Das Unternehmen gelang, und als Pedro Ende Juli 1833 in Lissabon einziehen konnte, begleitete Carvalho ihn dahin. Miguel musste sich im Mai 1834 vollständig geschlagen geben.
Die Finanzen Portugals Carvalho gänzlich anvertrauend, ernannte Pedro ihn auch zum Staatsrat und Präsidenten des obersten Tribunals der Justiz. Als Finanzminister machte sich Carvalho nun durch eine Reihe von Reformen sehr verdient. Er ließ das Papiergeld vernichten, das Monopol der Weinkompanie von Porto aufheben und sicherte die regelmäßige Bezahlung der Beamten- und Soldatengehälter. Ferner bewirkte er eine umfassende Reform der Zollverwaltung, so dass sich deren Einkünfte verdoppelten, reorganisierte die Verwaltung des öffentlichen Schatzes und stellte durch Reduktion der Staatsschuld den öffentlichen Kredit wieder her. Auch war er Stifter des Freihafens von Lissabon. Ebenso nahm er die Neugestaltung der Justizadministration in Angriff, ersetzte die im Widerspruch zu Pedros Verfassungscharta stehenden alten Tribunale durch neue, reformierte die Gesetzgebung und vertrieb die unter Miguel wieder zu Einfluss gelangten Jesuiten. Das von ihm den Cortes 1835 vorgelegte Budget fand bei vielen Finanziers Beifall.
Als Carvalho während seines einigermaßen erfolgreichen Wirkens für den Wiederaufschwung von Portugals Wohlstand durch Intrigen mit den übrigen Mitgliedern des Ministeriums Saldanha am 18. November 1835 gestürzt wurde, verminderte sich sofort der Staatskredit.  So wurde Carvalho bereits am 20. April 1836 wieder mit dem Portefeuille der Finanzen betraut. Als die Revolution vom 10. September 1836 zugunsten der Konstitution von 1822 ihn erneut stürzte, zog er sich von den öffentlichen Angelegenheiten zurück. Er beteiligte sich Anfang November 1836 an der fehlgeschlagenen Gegenrevolution (Belenzada) zugunsten der Charta Pedros, musste nach England fliehen und kehrte erst 1838 auf die von der Königin Maria II. ausgesprochene Amnestie hin nach Portugal zurück.
Die Anhänger Carvalhos suchten im Volk die Meinung zu verbreiten, nur er könne Portugals Finanzen wieder heben, wohingegen die Gegner der Cartisten den Hass vieler Leute gegen Carvalho zu erregen wussten. Als dieser am 14. Juni 1838 der Prozession am Fronleichnamsfest beiwohnte, wurde er ebenso wie der Generaladministrator von Lissabon, Costa Cabral, von einer aufgewiegelten Menge angegriffen, doch konnten beide flüchten. Dennoch hielt Carvalho furchtlos in Portugal aus, war an der Wiedereinführung der Verfassungscharta Pedros durch die Revolte zu Porto Anfang 1842 beteiligt und trat dann wieder in den Staatsrat. 1847 wurde er Präsident des obersten Gerichtshofs. Er starb am 5. September 1856 im Alter von 73 Jahren.